# Glossophaga soricina
Os morcegos da espécie Glossophaga soricina, são morcegos que se alimentam predominantemente de néctar, pertencentes a subfamília Glossophaginae, conhecida popularmente como a subfamília dos “morcegos beija-flores” ou “beija-flores da noite”. Fama que se deve as várias características em comum com um beija-flor, como o focinho alongado, a língua comprida e extensível e capacidade de fazer o voo característico, o voo pairado. Adaptações estas guiadas pelo tipo de dieta especializado em néctar.
Por pertencer a família Phyllostomidae, possuem uma folha nasal triangular. O Glossophaga soricina também tem um "focinho" alongado, porém mais curto que a caixa craniana e com presença de vibrissas. São de pequeno porte (antebraço = 31,7 - 38,4mm), sendo as fêmeas  maiores que os machos. A língua é comprida e extensível, com papilas filiformes que auxiliam na coleta do néctar. Suas orelhas são pequenas e arredondadas. O lábio inferior é sulcado para melhor movimentação da língua. A cauda é pequena e o uropatágio é bem desenvolvido. Podem ser diferenciados das outras espécies do gênero pelas características dentárias (incisivos superiores internos maiores que os externos, incisivos inferiores lobados e em contato um com os outros.

## Adaptações aNectarivoria
Além das adaptações mais aparentes, como focinho comprido e língua extensível, os Glossophaga soricina apresentam outras adaptações para aumentar a eficiência na alimentação de néctar, além de também lidar com o alto nível de glicemia que esse tipo de dieta causa. As adaptações a dieta nectarívora incluem:

#### Voo Pairado -
O Voo Pairado (Hovering flight) é o tipo de voo em que o animal fica imóvel no ar. Animais capazes de voo pairado não precisam se mover horizontalmente para manter a sustentação no ar e tem maior liberdade de movimento, podendo até voar em "marcha-ré". Alguns exemplos de outros animais capazes de voo pairado: Beija-flor, Besouros, mosquitos, abelhas e vespas.
O Voo Pairado traz vantagens para animais nectarívoros, pois facilita o acesso ao bulbo da flor. Entretanto manter esse tipo de voo é bastante custoso. O custo energético de um voo pairado chega a ser 2.6 vezes maior que um voo normal. O que faz com que os animais que o desempenham, usem mais diretamente a energia obtida durante a alimentação, em vez de armazena-la  para uso futuro. Outros mamíferos armazenam boa parte da energia obtida da alimentação na forma de gordura (e outras formas de armazenamento) e apenas uma pequena parte é gasta na atividade atual. Em suas atividades de forrageio (caça ou coleta de alimento), uma pequena parte da energia é suprida pela alimentação recente e o restante é suprido pela reserva energética de alimentações anteriores. Porém animais como o Glossophaga soricina tem seu voo suprido com mais de 70% de energia vinda diretamente da alimentação recente. Para comparação, nós humanos só usamos 30% da energia de alimentações recentes em atividades físicas, com o restante sendo suprido pela reserva energética.

#### Absorção Paracelular -
Por causa da necessidade de uma demanda energética alta e rápida para o voo, animais como Glossophaga soricina desenvolveram estratégias para uma absorção mais eficiente. Animais voadores geralmente tem um intestino curto e uma superfície reduzida para absorção de nutrientes. Como consequência uma absorção normal, com os nutrientes sendo absorvidos pela membrana celular de forma mediada e ativa, acaba não sendo suficiente para a alta demanda energética. Animais que precisam dessa alta demanda, como Glossophaga soricina, desenvolveram uma absorção paracelular, que consiste de uma absorção passiva (sem gasto de energia) de nutrientes pela fina junção entre as células (uma absorção pelas frestas das células). A absorção paracelular provém um absorção rápida e de baixo custo de nutrientes e complementa a absorção normal. 

#### Tolerância a Hiperglicemia -
Morcegos frugívoros e nectarívoros possuem dietas extremamente ricas em açúcar, que produz altos níveis de glicose no sangue (hiperglicemia). Embora a glicose seja bastante consumida (e controlada) pelo voo, nos períodos de descanso após a alimentação, esses morcegos experimentam picos altos de hiperglicemia. Com o nível de glicose no sangue desses morcegos ultrapassa 450 mg/dL. Para meio de comparação, um humano já é considerado diabético com o nível de glicose igual/acima de 200 mg/dL pós-alimentado. Entretanto esses morcegos mantêm altos picos de glicose sem sofrer as consequências de uma hiperglicemia. De alguma forma os Glossophaga soricina conseguem lidar com os subprodutos tóxicos e os radicais livres (ROS) gerados pela hiperglicemia, que originalmente traria problemas para as células.

## Ecologia
Por se alimentar do néctar das plantas, os Glossophaga soricina acabam por carregar o pólen delas para outras flores, participando na polinização. Das plantas que o Glossophaga soricina se alimenta do néctar, temos: as famílias Bromeliaceae, Caryocaraceae, Fabaceae, Tiliaceae, Passifloraceae, Bombacaceae, Myrtaceae, Lythraceae, Gentianaceae, Gesneriaceae, Brasicaceae, Malvaceae, Marcgraviaceae, Nyctaginaceae, Solanaceae, Vochysiacae, Bignoniaceae, entre outras. A dieta desses morcegos não é exclusivamente de néctar, eles exploram outras fontes de alimento dependendo da disponibilidade, como por exemplo frutos. O que acarreta também no transporte das sementes pelas fezes. As plantas que eles se alimentam dos frutos são: a Solanaceae, Elaeocarpaceae e Melastomataceae. As vezes a dieta desses morcegos também podem incluir insetos, principalmente em períodos de seca, quando a predominância de flores e frutos de uma região é escassa.
Dentro das colônias de Glossophaga soricina, as fêmeas formam unidades centrais isoladas dos machos, formando um grupo de maternidade. O padrão reprodutivo desses morcegos apresenta mais de um pico por ano de períodos férteis. Com as fêmeas se tornando férteis logo após o parto (poliestria bimodal). Entretanto esse padrão pode variar dependendo da região. Em geral as fêmeas tem apenas um filhote por gestação, mas gêmeos podem ocorrer. Como os filhotes só podem voar quando seus tamanhos se aproximam de um adulto, as fêmeas devem carregá-los durante o voo. Em média esse cuidado dura 2 meses.

## Distribuição Geográfica eHabitat
Os Glossophaga soricina apresentam uma ampla distribuição na região neotropical, com espécies sendo encontradas no México, Guatemala, Belize, El Salvador, Honduras, Nicarágua, Costa Rica, Panamá, Colômbia, Venezuela, Guiana, Suriname, Guiana Francesa, Equador, Peru, Brasil, Argentina, Paraguai e Bolívia, incluindo Trinidad e Tobago, Granada e Jamaica.. Dentro de Glossophaga soricina são reconhecidas 5 subespécies. A subespécie de local/tipo Suriname é a mais comum, estando distribuída em grande parte da América do Sul e sendo a única que ocorre no Brasil, estando presente em todos os estados do Brasil.
Os Glossophaga soricina são versáteis na escolha de seu habitat, sendo achados em cavernas, ocos de árvores e fendas de rochas na natureza. Porém eles podem também se abrigar em minas, telhados, forros de casas e vãos de dilatação de construções no meio urbano. Como vão viver metade de suas vidas em seus abrigos, eles devem escolher-lhos bem. Selecionando abrigos que os protejam de predadores, intempéries, tenham boas condições de temperatura, umidade do ar, luminosidade e devendo estar próximos de alguma fonte de alimento. Os abrigos de Glossophaga soricina podem ter colônias com cerca de 20 indivíduos, no ambiente natural. Porém no meio urbano esse número é muito maior, tendo sido achados abrigos urbanos com 1.000 a 2.000 indivíduos.